# Faaborg Museum
Faaborg Museum er en samling af malerier, skulpturer, arkitektur og møbelkunst hovedsageligt samlet ud fra kredsen af fynske kunstnere, der sammen med stifteren, konservesfabrikant Mads Rasmussen skabte museet i 1910 i Konservesgaarden i Fåborg. Samlingen omfatter primært værker udført i perioden 1885-1925, og museet erhverver fortsat løbende værker med relevans for den historiske samling.
Kredsen af Fynboerne bestod blandt andre af Peter Hansen, Fritz Syberg, Johannes Larsen og Poul S. Christiansen var alle elever på Zahrtmanns Skole sammen med andre kunstnere med tilknytning til den fynske, herunder billedhuggeren Kai Nielsen og malerne Jens Birkholm, Karl Schou, Harald Giersing, Anna Syberg, Christine Swane og Alhed Larsen.

## Museets stifter
Faaborg Museums stifter var Mads Rasmussen (1856-1916). Han havde i 1888 stiftet en andelskonservesfabrik i Fåborg. 1896 flyttede han ind i den lejlighed i Konservesgården i Faaborg, som senere skulle blive til Faaborg Museums første lokaler. I 1906 blev Mads Rasmussens konservesfabrik i Faaborg sluttet sammen med det gamle konservesfirma I.D. Beauvais, og han flyttede til København.
Planerne om at skabe et museum opstod ved en sammenkomst hos Mads Rasmussen og hans hustru Kristine den 22. februar 1910. Her var inderkredsen af fynboerne til stede. Johannes Larsen, Fritz Syberg, Peter Hansen og Jens Birkholm blev alle en del af den indkøbskomité, som kom til at fungere som styreorgan for museet i forhold til indkøb, ophængning og indretning. Det var dermed et kollektivt projekt, der blev finansieret af Mads Rasmussen.
Museet åbnede i Mads Rasmussens sommerlejlighed i Konservesgården i 1910, men da samlingen voksede, besluttede han i 1912 at skænke en museumsbygning på nabogrunden. 

## Museumsbygningen
1915 blev museumsbygningen, tegnet af arkitekten Carl Petersen, indviet. Museet har et søjleindrammet indgangsparti og smukke rum med mosaikgulve. Bag den buede facade ligger en række farverige rum med Fynboernes kunst. Carl Petersen fik arkitekt Kaare Klint til at hjælpe sig med at tegne møbler til museet, og Faaborgstolen, der blev skabt til Faaborg Museum, er i dag et hovedværk i dansk møbelkunst.  
Med en forholdsvis tilbagetrukket rolle adskilte Mads Rasmussen sig fra andre af tidens museumsstiftere. Han fik dog en fremtrædende plads på museet i kraft af Kai Nielsens portrætskulptur i Kuppelsalen, der viser ham prosaisk og smilende. Samtidig ærer skulpturen hans virke som fødevareproducent. Han er placeret på et møllehjul, og nøgne pigeskikkelser samler æbler ved hans fødder.

## Ny udstillingsfløj 1997
I 1997 blev en ny udstillingsfløj, tegnet af arkitekt maa Niels Frithiof Truelsen, indviet til den grafiske samling samt til brug for afholdelse af foredrag, koncerter og udstillinger. Fra caféen er der udgang til museets have, hvor der i forårs- og sommermånederne er servering.
I 2006 blev alle Faaborg Museums stole restaureret. I næsten 100 år var de blevet brugt dagligt af museets gæster, så i dag står de originale stole i museets sal og kan benyttes. 

## Billeder fra samlingen
| - Billeder fra samlingen - Jens Birkholm: "Sult". Interiør med en siddende kone og to børn, 1892 - Fritz Syberg: "Aftenleg i Svanninge Bakker", 1900 - Peter Hansen: "Pløjemanden vender", 1900-1902 |

| - Anna Syberg: "Roser", 1902 - Jens Birkholm: "Frelserhæren i fattiggården", 1904 - Jens Birkholm: "Søndagsskole i asylet", 1906 - Peter Hansen": "Legende børn", 1907 - Fritz Syberg: "Badende børn", 1908 - Peter Hansen: Ved Faaborg Museums indvielse 24. juni 1910 - Peter Hansen: "Bonden og maleren", 1911 - Kai Nielsen: "Lille Sanselig Pige", 1923 |